# Protium buenaventurense
Protium buenaventurense är en tvåhjärtbladig växtart som beskrevs av José Cuatrecasas. Protium buenaventurense ingår i släktet Protium och familjen Burseraceae. Inga underarter finns listade i Catalogue of Life.